# Dianra-Village
Dianra-Village est une localité du centre de la Côte d'Ivoire, et appartenant au département de Mankono, région Béré. La localité de Dianra-Village est un chef-lieu de commune.